# 髙寺望夢
髙寺 望夢（たかてら のぞむ、2002年10月17日 - ）は、長野県上田市出身のプロ野球選手（内野手、外野手）。右投左打。阪神タイガース所属。

## 経歴

### プロ入り前
上田市立本原小学校1年で「上田リトル」に入団し野球を始め、上田市立真田中学校時代は「上田シニア」でプレー。
上田西高等学校へ進学後、1年春からベンチ入り。主に三塁手を務めたが2年秋からは遊撃手として出場を重ねた。甲子園大会出場はなしに終わったものの、3年秋に参加した「プロ志望高校生合同練習会」（東京ドーム）では、シート打撃で6打数5安打2四球を記録するなど存在感を見せた。
2020年10月26日に行われたドラフト会議では、阪神タイガースから7位指名を受け、契約金2000万円、年俸480万円で仮契約した（金額は推定）。背番号は67。上田西からの直接のプロ入りは同校史上初めて。

### 阪神時代
2021年、二軍で58試合に出場し打率.162、1本塁打、10打点を記録した。東京オリンピックによるシーズン中断期間に行われたエキシビションマッチでは、限定的ではあるが一軍も経験した。オフにはみやざきフェニックス・リーグに同行し、13試合に出場して打率.522（29打数16安打）、9打点の好成績を収めた。11月21日に現状維持で契約を更改した。
2022年はプロ入り後初めて一軍でのキャンプインを果たすと、そのままキャンプを一軍で完走し、オープン戦中盤まで一軍に帯同した。その後二軍に合流したが、5月24日の対広島東洋カープ戦（阪神鳴尾浜球場）では逆転サヨナラ2点本塁打を放つなど好調を保ち、6月8日に一軍初昇格。同日の対福岡ソフトバンクホークス戦（福岡PayPayドーム）で「8番・二塁手」として先発出場した。以降4試合に出場したものの安打は生まれず、12日に再び二軍に合流した。その後も二軍で好成績を維持し続け、シーズン終盤の9月23日に再び一軍に昇格した。同日の対広島戦（MAZDA Zoom-Zoom スタジアム広島）で再び「8番・二塁手」として先発出場し、プロ通算13打席目となる第2打席に遠藤淳志からプロ初安打となる右翼線適時二塁打を放った。10月9日に行われた横浜DeNAベイスターズとのクライマックスシリーズ第2戦（横浜スタジアム）では、球団史上初めて10代野手として先発出場した。
2023年は一軍での出場がなかった。二軍で106試合に出場し打率.260、3本塁打、25打点、4盗塁を記録した。
2024年は二軍でシーズン2位となる123試合出場を果たし、124安打、6三塁打でリーグ最多安打・最多三塁打を記録。
2025年のキャンプでは出場機会の増加に向けて内外野の練習を積み、野手MVPに選ばれた。自身初の開幕一軍入りをするも、5試合出場、5打席無安打で、4月28日に登録を抹消された。二軍で7試合に出場して打率4割の成績を挙げ、5月10日に再び一軍に昇格した。遊撃手で先発出場を続けていた小幡竜平が故障で12日に登録抹消されたことを受け、13日のDeNA戦（HARD OFF ECOスタジアム新潟）では「6番・遊撃手」として2022年10月以来の先発起用された。一軍初の遊撃守備だったが無難にこなし、0対1で迎えた9回表二死の場面で敗色濃厚な中、入江大生から右翼に自身初の本塁打を放って同点に持ち込んだ（最終的に試合は引き分け）。更に8月17日の読売ジャイアンツ戦では、4回表ニ死一､三塁の場面から、先制の右前適時打を放ち、試合は3-1で勝利。自身2度目のヒーローインタビューを受けた。

## 選手としての特徴
優れたバットコントロールと高校通算31本塁打のパンチ力を併せ持ち、遠投110m・50m走6秒0など、高い身体能力を持つ。守備では、強肩を生かした安定感あるスローイングが持ち味。2025年からバッテリー以外の全ポジションに挑戦して練習している。
物まねが特技であると自他共に認める。それにより打撃センスのある選手の真似をすることで自分に取り入れているという。

## 詳細情報

### 年度別打撃成績
| 年 度     | 球 団     | 試 合 | 打 席 | 打 数 | 得 点 | 安 打 | 二 塁 打 | 三 塁 打 | 本 塁 打 | 塁 打 | 打 点 | 盗 塁 | 盗 塁 死 | 犠 打 | 犠 飛 | 四 球 | 敬 遠 | 死 球 | 三 振 | 併 殺 打 | 打 率 | 出 塁 率 | 長 打 率 | O P S |
| --------- | --------- | ----- | ----- | ----- | ----- | ----- | -------- | -------- | -------- | ----- | ----- | ----- | -------- | ----- | ----- | ----- | ----- | ----- | ----- | -------- | ----- | -------- | -------- | ----- |
| 2022      | 阪神      | 8     | 27    | 23    | 0     | 3     | 3        | 0        | 0        | 6     | 2     | 1     | 0        | 1     | 1     | 2     | 0     | 0     | 5     | 0        | .130  | .192     | .261     | .453  |
| 通算：1年 | 通算：1年 | 8     | 27    | 23    | 0     | 3     | 3        | 0        | 0        | 6     | 2     | 1     | 0        | 1     | 1     | 2     | 0     | 0     | 5     | 0        | .130  | .192     | .261     | .453  |

- 2024年度シーズン終了時

### 年度別守備成績
| 年 度 | 球 団 | 二塁  | 二塁  | 二塁  | 二塁  | 二塁  | 二塁     | 三塁  | 三塁  | 三塁  | 三塁  | 三塁  | 三塁     |
| 年 度 | 球 団 | 試 合 | 刺 殺 | 補 殺 | 失 策 | 併 殺 | 守 備 率 | 試 合 | 刺 殺 | 補 殺 | 失 策 | 併 殺 | 守 備 率 |
| ----- | ----- | ----- | ----- | ----- | ----- | ----- | -------- | ----- | ----- | ----- | ----- | ----- | -------- |
| 2022  | 阪神  | 7     | 17    | 19    | 0     | 5     | 1.000    | 2     | 0     | 1     | 0     | 0     | 1.000    |
| 通算  | 通算  | 7     | 17    | 19    | 0     | 5     | 1.000    | 2     | 0     | 1     | 0     | 0     | 1.000    |

- 2024年度シーズン終了時

### 記録
初記録
- 初出場・初先発出場：2022年6月8日、対福岡ソフトバンクホークス2回戦（福岡PayPayドーム）、「8番・二塁手」で先発出場[17]
- 初打席：同上、3回表に東浜巨から二ゴロ
- 初安打・初打点：2022年9月23日、対広島東洋カープ25回戦（MAZDA Zoom-Zoom スタジアム広島）、4回表に遠藤淳志から右翼線適時二塁打[20]
- 初盗塁：2022年9月28日、対東京ヤクルトスワローズ24回戦（明治神宮野球場）、4回表に二盗（投手：市川悠太、捕手：古賀優大）
- 初本塁打：2025年5月13日、対横浜DeNAベイスターズ7回戦（HARD OFF ECOスタジアム新潟）、9回表に入江大生から右越ソロ[30]

### 背番号
- 67（2021年[8] - ）